# Украденные поцелуи
«Украденные поцелуи» (фр. Baisers volés) — французский кинофильм 1968 года, грустная любовная кинокомедия с Клод Жад и Жан-Пьером Лео.

## «Дуанелевский» цикл
Фильм входит в цикл фильмов, объединённых одним героем, Антуаном Дуанелем. Цикл начинается полуавтобиографическим фильмом «Четыреста ударов» и продолжается в таких фильмах, как «Антуан и Колетт» (новелла в фильме «Любовь в 20 лет», 1962), «Украденные поцелуи», «Семейный очаг» (1970), «Сбежавшая любовь» (1979, c Жан-Пьером Лео, Клод Жад). В этом цикле «донжуанство обретает вид философского поиска более истинного бытия, в полном согласии с традициями либертинажа XVII века» .

## Сюжет
Антуан Дуанель (Жан-Пьер Лео) не сумел заставить Кристин (Клод Жад) полюбить его и продолжает поиски идеальной женщины.  Кристина первоначально сопровождала его на своих набегах как детектив. Устраивается работать в детективное агентство, где заваливает любое дело, которое ему поручают расследовать. Дуанель должен выяснить, почему владелец магазина, мсье Табард, чувствует, что его кто-то ненавидит, и существует ли против него заговор. Как-то Дуанель знакомится с Фабьен, женой Табарда, и вступает с ней в любовную связь. Антуан хочет покинуть Кристину, потому что он не восхищается ею. За Кристиной следует неизвестный человек. Затем Кристин берёт на себя инициативу и возвращает Антуана себе.

## В ролях
- Жан-Пьер Лео — Антуан Дуанель
- Клод Жад — Кристин Дарбон
- Дельфин Сейриг — Фабьен Табар
- Мишель Лонсдаль — Жорж Табар
- Даниэль Чеккальди — мсье Дарбон
- Клэр Дюамель — мадам Дарбон
- Серж Руссо — незнакомец
- Андре Фалькон — мсье Блади
- Харри-Макс — мсье Анри
- Поль Павель — Жюльен
- Мари Пизье — Колетт Тацци

## О фильме
Фильм привёл к конфликту между Трюффо и Годаром, у которого Жан-Пьер Лео снимался в 1968 году в «Веселой науке». Стремление главного героя «Украденных поцелуев» обуржуазиться было расценено Годаром как предательство бунтарских идеалов Новой волны. Жак Лурсель пишет в своём «Словаре кино», что Годар якобы высмеял название картины, прокомментировав её словами: «Поимели. Обокрали» (On a été baisés. On a été volés). В том же году необходимость совместной поддержки Анри Ланглуа, которого министр культуры собирался уволить с поста директора Синематеки, заставила бывших соратников на время вновь объединиться, в мае 1968-го они вместе сорвали проведение Каннского кинофестиваля, но в 1973 году, после выхода «Американской ночи», отношения были разорваны окончательно.

## Награды и номинации
- 1968 — Премия Мельеса
- 1968 — Приз Луи Деллюка
- 1968 — Гран-при французского кино
- 1969 — Номинация на премии «Оскар» и «Золотой глобус» (лучший фильм на иностранном языке)